# Rally Caja Cantabria de 1991
El Rally Caja Cantabria de 1991, oficialmente 13.º Rally Ciudad de Santander Caja Cantabria, fue la decimotercera edición y la tercera cita de la temporada 1991 del Campeonato de España de Rally. Se celebró del 4 de mayo al 5 de mayo.

## Clasificación final
| Pos. | Piloto                | Copiloto           | Automóvil                  | Tiempo  | Diferencia |
| ---- | --------------------- | ------------------ | -------------------------- | ------- | ---------- |
| 1.   | José Mari Ponce       | José Carlos Déniz  | BMW M3 E30                 | 2:43:30 | 0.0        |
| 2.   | Miguel Martínez-Conde | Amadeo Aguirre     | Renault 5 GT Turbo         | 2:47:01 | +3:31      |
| 3.   | Iñigo Lilly           | Mario Saguillo     | Opel Corsa A GSi           | 2:49:08 | +5:38      |
| 4.   | Ignacio Arrarte       | Pilar Puras        | Lancia Delta Integrale 16V | 2:50:10 | +6:40      |
| 5.   | Luis Climent          | José Antonio Muñoz | Opel Corsa A GSi           | 2:52:17 | +8:47      |
| 6.   | Capi Saiz             | Javier Carbajo     | Peugeot 205 Rallye         | 2:54:14 | +10:44     |
| 7.   | Jaime Azcona          | Martínez           | Peugeot 205 GTI            | 2:54:52 | +11:22     |
| 8.   | Sergio Vallejo        | Juan Carlos Dorado | Peugeot 205 GTI            | 2:55:19 | +11:49     |
| 9.   | San Miguel            | Benítez            | Peugeot 205 GTI            | 2:57:41 | +14:11     |
| 10.  | Oriol Gómez           | Marc Martí         | Peugeot 309 GTI            | 2:57:45 | +14:15     |